# 長崎純心大学
座標: 北緯32度47分54.6秒 東経129度54分36.8秒 / 北緯32.798500度 東経129.910222度
長崎純心大学（ながさきじゅんしんだいがく、英語: Nagasaki Junshin Catholic University）は、日本の私立大学。長崎県長崎市に本部を置き、学校法人純心女子学園によって運営されている。

## 沿革

### 学校法人純心女子学園
- 1934年（昭和9年）6月 - 設置母体である長崎純心聖母修道女会創立
- 1935年（昭和10年）4月 - 純心女学院を長崎市西中町（現・中町）に創立
- 1936年（昭和11年）4月 - 純心女学院を長崎純心高等女学校に改める
- 1937年（昭和12年）4月 - 長崎市家野町（現・文教町）に移転（現在の高等学校・中学校所在地）。純心幼稚園を開設。
- 1940年（昭和15年）5月 - 純心保母養成所を開設。
- 1945年（昭和20年）
  - 8月9日 - 長崎市への原子爆弾投下により校舎全焼。生徒207名、教職員7名が死亡。
  - 10月 - 大村市の元大村海軍工廠宿舎を仮校舎として再開。
- 1947年（昭和22年）4月 - 純心中学校と純心女子専門学校（神学科・被服科）を開設。
- 1948年（昭和23年）4月 - 学制改革により、長崎純心高等女学校が純心女子高等学校となる
- 1950年（昭和25年）4月 - 長崎市家野町での授業を再開。純心女子専門学校を母体に純心女子短期大学を開学。当時は社会科のみ。
- 1951年（昭和26年）
  - 2月 - 学校法人純心女子学園の設置認可を受ける。
  - 4月 - 純心保母養成所を母体に短期大学に保育科を設置。聖心幼稚園を開園。
- 1964年（昭和39年）4月 - 西彼純心幼稚園を開園。
- 1988年（昭和63年）4月 - 純心幼稚園を改築し、純心子ども図書館を併設。
- 2000年（平成12年）4月 - 純心女子短期大学を長崎純心大学短期大学部に改組。
- 2006年（平成18年）3月 - 長崎純心大学短期大学部を廃止。
- 2007年（平成19年）6月 - 長崎純心大学附属純心保育園を開設。
- 2017年（平成29年）3月 - 聖心幼稚園を廃止。

### 長崎純心大学
- 1994年（平成6年）4月 - 開学。当時は人文学部（比較文化学科、現代福祉学科）のみ。
- 1998年（平成10年）4月 - 大学院人間文化研究科人間文化専攻修士課程を開設。
- 1999年（平成11年）4月 - 現代福祉学科が介護福祉士養成施設として認可。
- 2000年（平成12年）4月 - 人文学部に人間心理学科を増設。大学院人間文化研究科人間文化専攻に博士後期課程を開設し、博士課程（前期・後期）とする。現代福祉学科が男子学生の受け入れを開始。
- 2001年（平成13年）4月 - 人文学部に英語情報学科を設置。
- 2003年（平成15年）4月 - 人文学部に児童保育学科を設置。
- 2005年（平成17年）12月 - 純心女子学園創立70周年。
- 2008年（平成20年）3月 - 西彼純心幼稚園を廃止。純心幼稚園・純心保育園が長崎県より幼保連携型「認定こども園」として設置認定される。
- 2017年（平成29年）4月 - 現代福祉学科を地域包括支援学科に改組。
- 2018年（平成30年）4月 - 比較文化学科と英語情報学科を統合し、文化コミュニケーション学科へ改組。児童保育学科をこども教育保育学科に改組。人間心理学科を地域包括支援学科に統合。
- 2019年（平成31年）4月 - 文化コミュニケーション学科、こども教育保育学科が男子学生の受け入れを開始し、完全共学化。
- 2022年（令和4年）3月 - 英語情報学科を廃止。

## 組織
- 学校法人純心女子学園
  - 長崎純心大学・大学院（長崎市三ツ山町）
  - 純心中学校・純心女子高等学校（長崎市文教町）
  - 長崎純心大学附属純心幼稚園・保育園（長崎市文教町）

## 教育・研究

### 学部
- 人文学部
  - 言語文化情報学科（2024年4月、文化コミュニケーション学科より名称変更）
    - 英語コミュニケーション専攻
    - 情報コミュニケーション専攻
    - 日本文化専攻
    - 世界の文化と長崎学専攻

  - 福祉・心理学科（2024年4月、地域包括支援学科より名称変更）
    - ソーシャルワークコース
    - 心理学・カウンセリングコース
    - ケアワークコース（2024年4月、地域包括ケアコースより名称変更）

  - こども教育保育学科
    - 保育士・幼稚園教員養成コース
    - 小学校教員養成コース

  - 比較文化学科（2018年度より学生募集停止）
    - 日本文化専攻
    - アジア文化専攻
    - ヨーロッパ文化専攻
    - 長崎学副専攻
    - 英語副専攻
    - 情報コミュニケーション副専攻
    - 国際コミュニケーション副専攻

  - 人間心理学科（2018年度より学生募集停止）
    - 臨床心理系
    - 産業・社会心理系

### 大学院
- 人間文化研究科
  - 人間文化専攻
    - 比較文化研究分野
    - 福祉文化研究分野
    - 臨床心理学分野
    - 児童保育文化研究分野

### 教育研究施設
- 早坂記念図書館
- 早坂記念図書館分室
- 長崎純心大学博物館
- 比較文化研究所
- 現代福祉研究所
- キリスト教文化研究所
- 長崎学研究所
- 生涯学習センター
- 国際交流センター
- 心理教育相談センター
- 児童教育支援センター
- 長崎純心大学地域連携センター
- 医療・福祉連携センター

## 対外関係

### 他大学との協定

#### 国内
- 放送大学[1]
- 上智大学

#### 国外
姉妹校
- マニトバ大学（カナダ）
- オーストラリア・カトリック大学（オーストラリア）
- マッセイ大学（ニュージーランド）
- アイヒシュテット・カトリック大学（ドイツ）
- マインツ・カトリック大学（ドイツ）
- アルカラ大学（スペイン）
- 北京外国語大学（中華人民共和国）
- 大連大学（中華人民共和国）
- 華中師範大学（中華人民共和国）
- カトリック大学校（大韓民国）
- 大邱カトリック大学校（大韓民国）

交流校
- デュポール大学（アメリカ合衆国）
- 日本メキシコ学院（メキシコ）
- ミラノ・カトリック大学（イタリア）

### 自治体・企業等との協定
- 長崎市
- 長崎コンベンション協会
- 十八銀行
- 長崎新聞社
- 長崎県中小企業家同友会
- 長崎歴史文化博物館

## アクセス
- 長崎バス「恵の丘」バス停下車すぐ。